# Paralelo 40 norte

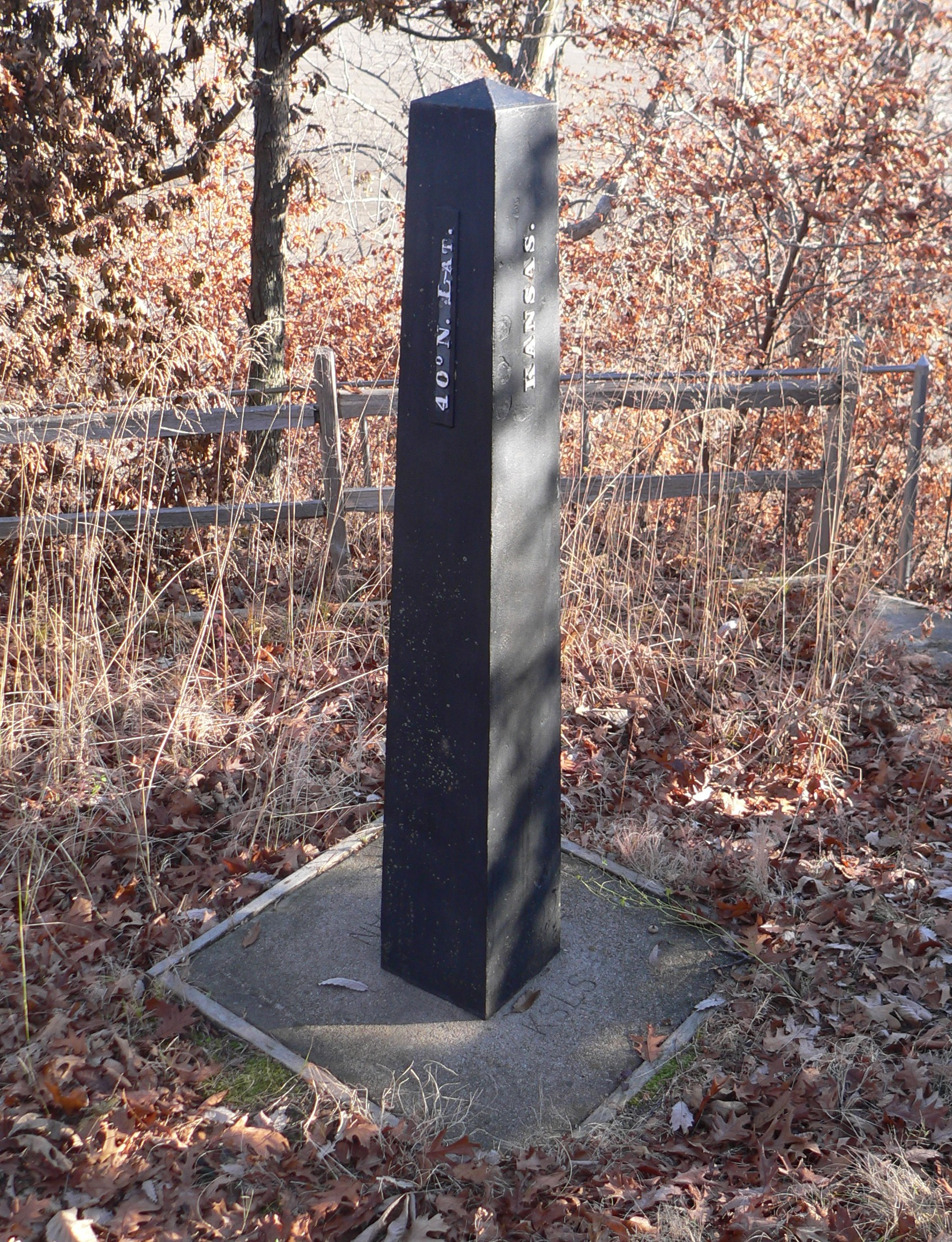
Monumento topográfico ubicado en el paralelo 40, frontera Kansas/Nebraska.

El paralelo 40 es un paralelo que está 40 grados al norte del plano ecuatorial de la Tierra.
A esta latitud el día dura 15 horas con 1 minuto en el solsticio de junio y 9 horas con 20 minutos en el solsticio de diciembre.
Comenzando en el meridiano de Greenwich en la dirección este, el paralelo 40 norte pasa sucesivamente por:
| País, territorio o mar | Notas |
| ---------------------- | --- |
| España                 | Castellón de la Plana, Comunidad Valenciana |
| Mar Mediterráneo       | |
| España                 | Isla de Menorca |
| Mar Mediterráneo       | |
| Italia                 | Cerdeña |
| Mar Mediterráneo       | Mar Tirreno |
| Italia                 | |
| Mar Mediterráneo       | Golfo de Tarento |
| Italia                 | |
| Mar Mediterráneo       | Estrecho de Otranto |
| Albania                | |
| Grecia                 | |
| Mar Egeo               | Incluyendo las penínsulas de Kassandra y Sithonia, y la isla de Lemnos - Grecia |
| Turquía                | |
| Armenia                | |
| Azerbaiyán             | Incluyendo Nagorno-Karabakh |
| Mar Caspio             | |
| Turkmenistán           | |
| Uzbekistán             | |
| Tayikistán             | |
| Kirguistán             | |
| Tayikistán             | |
| Kirguistán             | |
| Uzbekistán             | Enclave de Sokh, rodeado por el Kirguistán |
| Kirguistán             | |
| Uzbekistán             | Enclave de Shakhimardan, rodeado por el Kirguistán |
| Kirguistán             | |
| China                  | |
| Mar Amarillo           | Bahía de Liaodong |
| China                  | Península de Liaodong |
| Corea del Norte        | |
| Mar del Japón          | |
| Japón                  | Isla de Honshū |
| Océano Pacífico        | |
| Estados Unidos         | California Nevada Utah Colorado frontera Nebraska / Kansas Misuri, Illinois, Indiana Ohio Virginia Occidental Pensilvania Nueva Jersey Nueva York                                                  |
| Océano Atlántico       | Pasa al norte de la Isla de Corvo, Azores, Portugal |
| Portugal               | Distrito de Leiría Distrito de Coímbra Distrito de Castelo Branco (atraviesa varias veces las fronteras entre los distritos de Leiría y Coímbra y entre los distritos de Coímbra y Castelo Branco) |
| España                 | Extremadura Comunidad autónoma de Madrid Castilla-La Mancha Aragón (extremo sur) Comunidad Valenciana                                                                                              |